# Rollingergrund
Rollingergrund (en luxemburguès: Rollengergronn) és una àrea del nord-oest de la ciutat de Luxemburg, al sud de Luxemburg. Constitueix la major part de la quarta part del barri de Rollingergrund-Nord Belair.
Rollingergrund va ser comuna del cantó de Luxemburg entre el 8 de maig de 1849, quan es va separar de la comuna d'Eich, i el 26 de març de 1920, quan es va fusionar amb la ciutat de Luxemburg, juntament amb Hamm i Hollerich.
Michel Engels (1851-1901), l'il·lustrador, escriptor i professor d'art va néixer a Rollingergrund.